# Spojené státy americké na Letních olympijských hrách 1896
Spojené státy americké na Letních olympijských hrách v roce 1896 v řeckých Athénách reprezentovalo 14 mužů ve 3 sportech.

## Medailisté
| Medaile | Jméno               | Sport             | Soutěž                                  |
| ------- | ------------------- | ----------------- | --------------------------------------- |
| Zlato   | Tom Burke           | Atletika          | Muži 100 m                              |
| Zlato   | Thomas Curtis       | Atletika          | Muži 110 m překážek                     |
| Zlato   | Tom Burke           | Atletika          | Muži 400 m                              |
| Zlato   | Ellery Clark        | Atletika          | Muži skok vysoký                        |
| Zlato   | Ellery Clark        | Atletika          | Muži skok daleký                        |
| Zlato   | James Connolly      | Atletika          | Muži trojskok                           |
| Zlato   | William Welles Hoyt | Atletika          | Muži skok o tyči                        |
| Zlato   | Robert Garrett      | Atletika          | Muži hod diskem                         |
| Zlato   | Robert Garrett      | Atletika          | Muži vrh koulí                          |
| Zlato   | John Paine          | Sportovní střelba | Muži 25 m vojenská pistole, jednotlivci |
| Zlato   | Sumner Paine        | Sportovní střelba | Muži 50 m libovolná pistole             |
| Stříbro | Herbert Jamison     | Atletika          | Muži 400 m                              |
| Stříbro | Arthur Blake        | Atletika          | Muži 1500 m                             |
| Stříbro | James Connolly      | Atletika          | Muži skok vysoký                        |
| Stříbro | Robert Garrett      | Atletika          | Muži skok vysoký                        |
| Stříbro | Robert Garrett      | Atletika          | Muži skok daleký                        |
| Stříbro | Albert Tyler        | Atletika          | Muži skok o tyči                        |
| Stříbro | Sumner Paine        | Sportovní střelba | Muži 25 m vojenská pistole, jednotlivci |
| Bronz   | Francis Lane        | Atletika          | Muži 100 m                              |
| Bronz   | James Connolly      | Atletika          | Muži skok daleký                        |